# Рохас Самора, Луис
Луис Хосе Эстебан Рохас Самора (исп. Luis José Esteban Rojas Zamora; родился 6 марта 2002, Лима) — чилийский футболист, полузащитник итальянского клуба «Кротоне», выступающий на правах аренды за клуб «Тренчин».

## Клубная карьера
Уроженец Сантьяго, Рохас начал футбольную карьеру в академии клуба «Коло-Коло», за которую выступал с 2010 по 2014 год, после чего стал игроком академии клуба «Универсидад де Чили». 7 сентября 2019 года дебютировал в основном составе «Универсидад де Чили» в матче Кубка Чили против клуба «Кобресаль». В декабре 2019 года подписал свой первый профессиональный контракт с клубом. 1 февраля 2020 года дебютировал в чилийском высшем дивизионе в матче против клуба «Курико Унидо».
В сентябре 2020 года перешёл в итальянский клуб «Кротоне».

## Карьера в сборной
В 2019 году в составе сборной Чили до 17 лет сыграл на чемпионате Южной Америки среди игроков до 17 лет и на чемпионате мира среди игроков до 17 лет.